# Petr Schwarz
Petr Schwarz [petr švarc] (* 12. listopadu 1991 v Náchodě) je český fotbalový záložník, od roku 2021 působící v polském týmu Śląsk Wrocław.

## Klubová kariéra
Svoji fotbalovou kariéru v mládí začal za fotbalový klub Jiskra VEBA Machov, odkud si ho vyhlédlo mužstvo FK Náchod a dále pokračoval v kariéře v týmu FC Hradec Králové.

### FC Hradec Králové
Před sezonou 2011/12 se propracoval do prvního týmu. Premiérový zápas za A-mužstvo si připsal v 1. české lize 20. 11. 2011 v utkání 8. kola proti SK Slavia Praha (remíza 1:1), když v 87. minutě vystřídal Michala Pávka. Poprvé se střelecky prosadil ve 25. kole sezony 2012/13, když v zápase nejvyšší soutěže s FK Teplice (výhra 2:0) vstřelil v 15. minutě druhou branku zápasu. Ve stejnému ročníku jeho tým sestoupil do 2. ligy. V následující sezoně se tým vrátil do nejvyšší soutěže. Po roce Hradec opět sestoupil.

#### Sezona 2015/16
V prosinci 2015 prodloužil s klubem smlouvu do léta 2017. Svůj první gól v sezoně vstřelil 19. března 2016 v ligovém utkání 19. kola, když dával jedinou branku svého týmu v zápase s MFK Frýdek-Místek (prohra 1:2). Následně se dvakrát střelecky prosadil 15. 4. 2016 v utkání na půdě SK Dynamo České Budějovice (výhra 3:0). S mužstvem postoupil zpět do české nejvyšší soutěže, když jeho klub ve 28. kole hraném 17. 5. 2016 porazil FK Baník Sokolov 2:0 a 1. SC Znojmo, které bylo v tabulce na třetí pozici, prohrálo s FC Sellier & Bellot Vlašim. Celkem v ročníku 2015/16 odehrál 20 ligových střetnutí.

#### Sezóna 2016/17
Svůj první gól v sezoně vstřelil v 9. kole na půdě úřadujícího mistra FC Viktoria Plzeň, když v 84. minutě snížil na konečných 1:4. Hradec vstřelil branku na hřišti Plzně poprvé od 26. února 2011. Schwarz se následně 26. 10. 2016 prosadil v domácím poháru, kde se dvakrát trefil v první osmifinále do sítě FK Mladá Boleslav, ale "Votroci" přesto podlehli soupeři 2:4. Ve 12. kole zaznamenal další střelecký zásah, když v 55. minutě vyrovnával z penalty proti MFK Karviná na 2:2. Hradec remízový výsledek neudržel a v konečném důsledku podlehl v souboji nováčků svému soupeři v poměru 3:4. V následujícím kole jedinou brankou střetnutí rozhodl o vítězství "Votroků" na půdě FK Teplice. Ve 14. kole otevřel skóre střetnutí proti mužstvu 1. FC Slovácko, utkání skončilo výhrou Hradce 3:1.

## Klubové statistiky
Aktuální k 26. květnu 2016
| Sezona  | Klub              | Soutěž         | Zápasy | Góly |
| ------- | ----------------- | -------------- | ------ | ---- |
| 2011/12 | FC Hradec Králové | Gambrinus liga | 5      | 0    |
| 2012/13 | FC Hradec Králové | Gambrinus liga | 13     | 1    |
| 2013/14 | FC Hradec Králové | FNL            | 7      | 0    |
| 2014/15 | FC Hradec Králové | Synot liga     | 3      | 0    |
| 2015/16 | FC Hradec Králové | FNL            | 20     | 3    |